# Eutrechopsis
Eutrechopsis is een geslacht van kevers uit de familie van de loopkevers (Carabidae). De wetenschappelijke naam van het geslacht is voor het eerst geldig gepubliceerd in 1972 door Moore.

## Soorten
Het geslacht Eutrechopsis is monotypisch en omvat slechts de volgende soort:
- Eutrechopsis ovalis Moore, 1972